# Casa Balduini
Casa Balduini è un edificio che si affaccia sul lato occidentale di piazza Duomo a Trento. Fu edificato nel XIV secolo e presenta la più antica decorazione esterna della città.

## Storia
Casa Balduini  nel quattrocento è stata dimora di Arcangelo Balduini, medico del principe vescovo Johannes Hinderbach e dell'Imperatore d'Austria Federico III.
Nel corso dei secoli, il palazzo ha subito diverse modifiche che hanno portato all'attuale struttura e decorazione.
I lavori per la decorazione della facciata esterna, su richiesta di Arcangelo Balduini sono stati eseguiti tra il 1470 e il 1475.

## Architettura

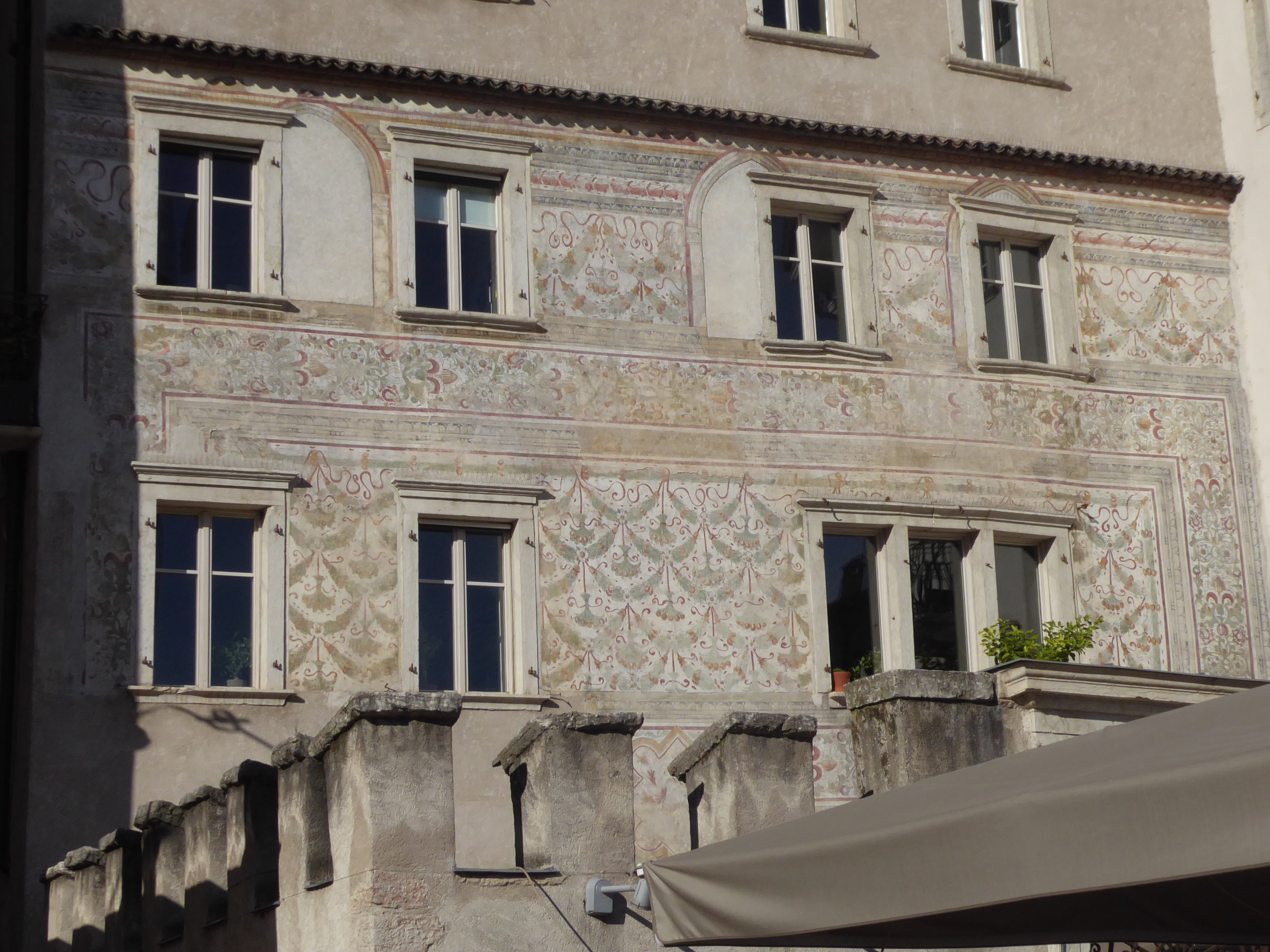
Affreschi della facciata

L'edificio presenta caratteri gotici come dimostra il portale d'ingresso caratterizzato da un arco a sesto acuto e le antiche finestre al secondo piano che furono tamponate e sostituite da alcune più tarde di forma rettangolare perché vi era esigenza di far entrare più luce, le monofore furono probabilmente aperte negli anni '70 del '400 poco prima della decorazione dipinta della facciata. Inizialmente l'edificio presentava un piano terra e due piani superiori, successivamente nel '700 fu ampliato in altezza.

## La facciata
Casa Balduini è famosa per la più antica decorazione esterna di Trento, ancora chiaramente leggibile, tenendo conto dei lavori di restauro risalenti al 1941 da Luigi Battisti; prima del quale gli affreschi presentavano delle lacune, come documentano vecchie fotografie. 
Secondo Nicolò Rasmo, l'autore è il pittore Bartolomeo Sacchetto di Verona, realizzatore anche del ciclo profano nella sala maggiore di Castel Pietra, a Calliano, e degli affreschi nel cortile di Castelvecchio, al Buonconsiglio. È simile il motivo decorativo a festoni e pendenti di foglie e frutta presenti su tutto lo sfondo a intonaco bianco seguendo un ritmo costante e annodati da sottili nastri rossi che tracciano volute. La decorazione della facciata è riempita da larghi fregi con cornici di carattere rinascimentale, contenendo vistosi fogliami e motivi floreali, dipinti con alcuni colori della stessa tonalità che variano dal verde, al rosso e al giallo, disposti su uno sfondo bianco. 
Gli ornamenti fanno riferimento ancora al tardo-gotico, arricchiti però dalla ricerca della simmetria.
Al di sopra del portale, troviamo dipinto lo stemma dei Balduini che rappresentava una capra accerchiata dal simbolo dell'ordine ungherese del Drago, ad oggi lo vediamo in modo incompleto.